# Leslie Esdaile Banks
Leslie Ann Esdaile Banks (de soltera Peterson; 11 de diciembre de 1959 - 2 de agosto de 2011) fue una escritora estadounidense bajo los seudónimos de Leslie Esdaile, Leslie E. Banks, Leslie Banks, Leslie Esdaile Banks y LA Banks. Escribió en varios géneros, incluida la literatura afroestadounidense, el romance, la ficción femenina, el suspenso policial, la fantasía oscura/terror y la no ficción.
Ganó varios premios literarios, incluido el premio Essence Literary Awards 2008 al mejor narrador de historias del año.

## Biografía
Leslie Ann Peterson nació y creció en Filadelfia, Pensilvania. Se casó con Michael Esdaile; tuvieron una hija, Helena Esdaile. La pareja se divorció y ella se volvió a casar, con Al Banks, en 2000.[cita requerida]
Asistió a la Wharton School de la Universidad de Pensilvania, donde obtuvo su título universitario y luego asistió a la Escuela de Comunicaciones y Teatro de la Universidad de Temple, donde obtuvo su maestría en Bellas Artes. Antes de comenzar a escribir a tiempo completo, trabajó en el Centro de Recursos de Oportunidades para Mujeres, donde ayudó a desarrollar programas de carreras microempresariales para mujeres de bajos ingresos en Filadelfia.
Banks colaboró en revistas y columnas de periódicos y escribió ficción comercial para cinco editoriales importantes: St. Martin's Press (Nueva York), Simon & Schuster (Nueva York), Kensington Publishing (Nueva York), BET/Arabesque (Nueva York) y Genesis Press (Missouri).  Se convirtió en autora superventas del New York Times y USA Today, recibió el premio Narradora del año 2008 de la revista ESSENCE, así como el premio a la trayectoria profesional de la Convención de amantes de los libros Romantic Times 2009 en ficción paranormal. Los libros 1 y 2 de la serie The Vampire Huntress Legend (Minion y The Awakening, respectivamente) han sido seleccionados para películas de Hollywood por GothamBeach Entertainment y Griot Entertainment. Originalmente una serie de nueve libros, The Vampire Huntress Legend Series se amplió a doce (el último se llama "The Thirteenth").
Además, Banks escribió la serie de libros para la serie de cable Soul Food, así como la novelización de la película Scarface.

## Enfermedad y muerte
En junio de 2011, se anunció en el sitio web de Banks que le habían diagnosticado cáncer suprarrenal en etapa avanzada. Se reveló que debido a los costos extremos de su atención médica, su familia abrió un fondo de caridad a su nombre en uno de los bancos locales de Pensilvania. La comunidad literaria también se unió en torno a la autora enferma, y varios de sus partidarios iniciaron una serie de subastas cuyas ganancias se destinaron a la atención médica de Banks. Autores como PN Elrod, Heather Graham y Charlaine Harris donaron libros y servicios para recaudar fondos para Banks, al igual que otros en la comunidad literaria.
El sitio web oficial de Banks se actualizó para reflejar su muerte por cáncer el 2 de agosto de 2011, a la edad de 51 años. Le sobrevive su hija, Helena Esdaile.[cita requerida]

### Como Leslie Esdaile

#### Novelas románticas
- Sundance (1996)
- Slow Burn (1997)
- Low Notes (2001)
- Love Lessons (2001)
- River of Souls (2001)
- Love Potions (2002)
- Still Waters Run Deep (2002)
- Tomorrow's Promise (2002)
- Through the Storm (2002)
- Sister Got Game (2004)
- Keepin' It Real (2005)
- Take Me There (2006)
- Better Than (junio de 2008)

- "Home For The Holidays00/" en Midnight Clear (et al.) (2000) (*)
- "Time Enough for Love" en After the vows (et al.) (2001) (*)
- "Valentine's Love" en Candlelight and You (et al.) (2003) (*)
- "Shameless" en Sisterhood of Shopaholics (et al.) (2003) (*)
- "Un San Valentín sin dramas" en Valentin's Day Is Killing Me (et al.) (2006) (*)

#### Alexis Grant
Serie Hombres de la Delta Force
- Sizzle & Burn
- Locked at Loaded

#### No ficción
- How to Write A Romance for The New Market (1999) (*)

### Como Leslie E. Banks

#### Drama, series de TV adaptadas a novelas
- Soul Food: For Better, For Worse (1 de octubre de 2002)
- Soul Food: Through Thick and Thin (1 de marzo de 2003)
- Soul Food: No Mountain High Enough (30 de septiembre de 2003)

### Como Leslie Banks

#### No ficción
- "Light at The End of the Tunnel" en Chicken Soup for the African American Soul (2004) (*)

### Como Leslie Esdaile Banks

#### Crimen y suspense
- Betrayal of the Trust (2004)
- Blind Trust (2005)
- Shattered Trust (2006)
- No Trust (último libro) (2007)

### Como L. A. Banks

#### Crimen y suspenso
- Scarface, The Beginning, volumen 1 (2006)
- Scarface, Point of No Return, volumen 2 (por determinar)

#### Paranormal

##### La serie The Vampire Huntress Legend
1. Minion (libro de bolsillo) (2003th) (mercado masivo) (2004)
2. The Awakening (libro de bolsillo) (2004) (mercado masivo) (2004)
3. The Hunted (libro de bolsillo) (2004) (mercado masivo) (2005)
4. The Bitten (libro de bolsillo) (2005) (mercado masivo) (2005)
5. The Forbidden (libro de bolsillo) (2005) (mercado masivo) (2006)
6. The Damned (libro de bolsillo) (2006) (mercado masivo) (2007)
7. The Forsaken (libro de bolsillo) (2006) (mercado masivo) (2007)
8. The Wicked (libro de bolsillo) (2007) (mercado masivo) (2008)
9. The Cursed (libro de bolsillo) (2007) (mercado masivo) (2008)
10. The Darkness (libro de bolsillo) (2008) (mercado masivo) (2008)
11. The Shadows (libro de bolsillo) (2008) (libro 11) (2009)
12. The Thirteenth (libro de bolsillo) (2009)

NOTA: The Darkness (10), The Shadows (11) y The Thirtheenth (12) también son conocidos como la saga The Armageddon Finale to The Vampire Huntress Legend.

###### Cómics de Vampire Huntress[10]
1. The Hidden Darkness #1 (2010)
2. The Hidden Darkness #2 (2010)
3. The Hidden Darkness #3 (2010)
4. The Hidden Darkness #4 (2010)

#### Neteru Academy
1. Shadow Walker: A Neteru Academy Novel (2010)

##### Libros Betrayal of the Trust[10]
1. Betrayal of the Trust (2004)
2. Blind Trust (2005)
3. Shattered Trust (2006)
4. No Trust (2007)

##### Novelas de Crismon Moon
1. Bad Blood (2008)
2. Bite The Bullet (2008)
3. Undead on Arrival (2009)
4. Cursed to Death (2009)
5. Never Cry Werewolf (2010)
6. Left for Undead (2010)

##### Serie Dark Avengers
1. Finders Keepers (2008)
2. Loser's Weepers (2008)

Serie The Dark
1. Surrender the Dark (2011)
2. Conquer the Dark (2011)

| Anthología o publicación                  | Contenidos                 | Fecha de publicación | Editorial                                                | Commentarios                                 |
| ----------------------------------------- | -------------------------- | -------------------- | -------------------------------------------------------- | -------------------------------------------- |
| Stroke of Midnight                        | Make It Last Forever       | 2004                 | Sherrilyn Kenyon Amanda Ashley L.A. Banks Lori Handeland | New York Times bestseller extended list 2004 |
| Dark Dreams                               | If The Walls Could Talk    | 2004                 | Brandon Massey                                           |                                              |
| Death's Excellent Vacation                | Seeing Is Believing        | 2010                 | Charlaine Harris Toni L. P. Kelner                       |                                              |
| Voices from the Other Side: Dark Dreams 2 | Natural Instinct           | 2006                 | Brandon Massey                                           |                                              |
| Love at First Bite                        | Ride the Night Wind        | 2006                 | et al.                                                   |                                              |
| My Big Fat Supernatural Wedding           | Spellbound                 | 2006                 | P.N. Elrod                                               |                                              |
| Vegas Bites                               |                            | 2006                 | L.A. Banks, et al.                                       |                                              |
| Creepin'                                  | Payback is a Bitch         | 2007                 | Monica Jackson                                           |                                              |
| Dark Delicacies 2                         | What the Devil Won't Take  | 2007                 | Del Howison Jeff Gelb                                    |                                              |
| On the Line                               |                            | 2007                 | Donna Hill Vincent Alexandria L.A. Banks                 |                                              |
| Hotter Than Hell                          | Equinox                    | 2008                 | Kim Harrison Martin H. Greenberg                         |                                              |
| The Darker Mask                           |                            | 2008                 | Gary Phillips Christopher Chambers                       |                                              |
| The Ancestors                             | Ev'ry Shut Eye Ain't Sleep | 2008                 | L.A. Banks, Tananarive Due, and Brandon Massey           | ISBN 978-0-7582-2382-1                       |

## Artículos
- Fiction Factor – Building Characters Through Realism
- Authors Supporting Authors Positively

### Reseñas
- Reseñas de romance paranormal
- Las mejores críticas

- Datos: Q6530790